# Wowza
Wowza (полное название — Wowza Streaming Engine) — серверное программное обеспечения для организации как вещания потокового аудио и видео, так и доставки видео по запросу. До февраля 2014 года назывался Wowza Media Server. Разрабатывается компанией Wowza Media Systems, является её основным продуктом. Написан на Java, возможна установка на следующие системы: Linux, Mac OS X, Solaris, Unix, и Windows. 
Может осуществлять вещание на различные типы устройств и клиентов, включая Adobe Flash, Microsoft Silverlight, Apple QuickTime и устройства, под управлением iOS (iPad, iPhone, iPod Touch), мобильные телефоны стандарта 3GPP (Android, BlackBerry OS, Symbian), устройства IPTV (Amino, Enseo, Roku и другие), игровые консоли (Wii, PS3).
В 2011 году Adobe обвинила Wowza Media Systems в нелегальном использовании патентов, связанных с RTMP, недобросовестной рекламе и конкуренции. В 2015 стороны пришли к соглашению и иски были отозваны .
В 2017 году Wowza и Haivision сформировали альянс SRT Alliance для разработки и продвижения протокола SRT.
Программа неоднократно получала награды от технологических и деловых изданий как популярный продукт в классе медиасерверов.